# 연속의 하우스
연속(連續)의 하우스(succedent house)는 모서리의 하우스 다음에 이어지는 하우스들을 뜻하는 점성술 용어이다. 석시던트(Succedent)라는 영단어는 라틴어로 "다음의"나 "계속되는"을 뜻하는 수케덴스(succedens)에서 파생되었다. 모서리의 하우스들이 첫 번째와 네 번째, 일곱번째, 그리고 열번째 하우스이기 때문에, 연속의 하우스들은 두 번째와 다섯 번째, 여덟번째 그리고 열한번째 하우스이다.

## 연속의 하우스
차트에서 모서리의 하우스들이 가장 강력한 장소들이기 때문에, (릴리는 이렇게 전한다. "모서리들에 있는 행성들은 분명 그것들의 효력을 더 강하게 나타낸다.") 모서리의 하우스는 모서리보다는 덜 강력하지만 마침의 하우스들보다는 더 강력한데, 마치 유력한 사람의 부하나 대리인처럼 모서리 하우스에 부속하는 특성을 갖는다. 같은 방식으로, 예를 들면, 신체와 성격의 첫 번째 하우스의 뒤를 잇는 두 번째 하우스는 사림에게 속한 것들을 나타내는 경향이 있다. 유사한 방식으로, 동반자나 배우자 또는 다른 동료의 일곱번째 하우스에 이어지는 여덟번째 하우스는 다른 동료나 동반자의 부속된 것을 표현한다. 전체적으로 연속의 하우스는 차트의 각각의 사분면에서의 중심 위치로 인해 파생된 안정되고 변하지 않으며 고정적인 특성을 갖고 있다.
한 개의 연속의 하우스(8 하우스)가 결정적으로 흉한(또는 불길한) 점을 내포하고, 다른 한 개(2 하우스)가 다소 약함에도 불구하고, 전체적으로 봤을 때, 일반적으로 재산(2 하우스)이나 자녀(5 하우스)와 같이 기반을 갖고 번영한다는 점에 있어서 그것들은 생산적인 하우스들이다.

## 두번째 하우스
천궁도에서 두 번째 하우스는 사람이나 사건의 소유물을 나타낸다. 그러함은 수천년 동안 변치 않고 지속되어오고 있다. (마침의 하우스에서 더 완전히 설명 된 "본연의 하우스"의 개념을 사용하는) 어떤 점성가들은 두 번째 하우스는 황소자리에 해당한다고 여기지만, 전통적인 점성가들은 그러한 연관을 맺지 않는다. 헬레니즘 점성가들에게 있어서, 두 번째 하우스는 차트의 지평선 아래에 놓인 하우스들(2, 3, 4, 5, 6 하우스)에 앞장서고 있다는 사실로 인하여 "하데스의 문"으로 여겨졌다. 그러함은 2 하우스에 대한 다소 약한 평판의 반영일 수도 있지만, 그것이 특히 불길하게 여겨지는 것은 아니다. 많은 점성가들이 이 하우스에서는 어떠한 행성도 위계를 가지지 않는다고 여긴다.

## 다섯 번째 하우스
수천년동안 다섯 번째 하우스는 자녀를 의미해오고 있다. 두 번째 하우스와 마찬가지로, 그러한 기본적 내포는 오늘날까지도 지속되어오고 있다. 현대 점성가들은 때때로 5 하우스와 성적인 관계를 결부시켜 생각하며, 생물학 뿐만 아니라, 창의성과 예술과도 연관짓는다. 고대인들에게 이 하우스는 "좋은 운세의 하우스"였으며, 확실히 긍정적이고 유익한 것이었다. 그러한 이유로, 고대와 중세의 점성가들은 행운의 행성인 금성이 다섯 번째 하우스에서 특별한 위계를 갖거나 강력해지므로, 그녀는 거기서 그렇게 "기쁨을 누린다"고 믿었다. 그러나 크레인이 전하기를 "이 하우스에서의 금성의 기쁨에도 불구하고, 헬레니즘 시대까지 관능적 쾌락은 강조되지 않았다."고 한다. 20세기의 어떤 실천가들에게 있어서, "본연의 하우스"의 개념에 의해 다섯번째 하우스는 사자자리와 일치하지만, 전통 문학에서는 거기에 태양의 영향력에 대한 어떠한 암시도 없다.

## 여덟번째 하우스
여덟번째 하우스는 연속의 하우스들 중에서 불운한 것이다. 그러한 내포는 여덟번째 하우스는 여덟번째 하우스와 상승점과의 관계 결여에서 비롯되었다. 왜냐하면, 그 위치에서는 상승점을 "연결"할 수 있는 어떠한 점성학적 각이 없기 때문이다. 그러한 이유로, 그것은 첫 번째 하우스의 건강과 힘에 관해 다소 빈약한 관계를 갖고 있다. 그러므로, 그것은 하우스의 원 안에서의 그것의 상대적인 활동력 부족을 반영하듯이 "게으름벵이"라고 불렸다. 첫 번째 하우스가 건강과 생명력의 하우스임에 반해, 여덟번째 하우스는 전통적으로 죽음과의 연관성이 성립되었다. 게다가, 현대 점성가들 뿐만 아니라, 릴리 또한 종종 여덟번째 하우스를 "죽음의 하우스"라고 부른다. 그러한 죽음과의 연관성이 반드시 부정적인 것만은 아니다. 여덟번째 하우스는 죽음으로부터의 결과로써의 상속의 하우스이기도 하다. 또한 파울루스 알렉산드리누스에 따르면, 그것은 "죽음으로부터 이익을 얻는 사람(들)을 나타낸다."

## 열한번째 하우스
고대인들은 열한번째 하우스를 "선한 영혼의 하우스" 또는 "선신(善神)"이라고 불렀으며, 천궁도에서 매우 유익한 장소로 여겨졌다. 21세기까지 이 하우스의 기본적인 의미는 그 이상도 이하도 아닌 그대로 전해져오고 있다. 그것은 매우 세속적인 면에서 희망과 포부 그리고 가능성의 하우스이며, 열정으로 가득찬 장소이다. 세속적 명성과 물질적 풍요는 이 하우스에 의해서 나타나며, 황도대에서 가장 유익한 행성인 목성이 여기에서 기쁨을 누린다.
현대 점성술은 이 하우스가 원래 의미했던 (고대인들에게 목성은 돈의 행성이었다.) 물질적 성공과 금전의 의미를 다소 누락시켜오고 있지만, 그것은 여전히 희망과 바람의 하우스로 여겨진다. 게다가, 현대 점성가들은 열한번째 하우스를 사람들이 함께 일하는 단체와 연합의 하우스로 그리고 우정을 나타내는 하우스로도 이해하고 있다. 전통적으로, 열한번째 하우스는 열번째 하우스에 속하며, 열번째 하우스는 왕의 집이었기 때문에, 열한번째 하우스는 왕의 조언자들과 그의 의회 그리고 동맹국들을 나타냈다.
어떤 점성가들에게 있어서, 열한번째 하우스는 "본연의 하우스" 관계에 의해 물병자리와 연관되지만, 토성이 물병자리의 전통적인 주인이며, 그러함은 목성의 하우스에서 토성이 편안해 한다는 다소의 의미를 만들어내므로, 최근까지 점성술에서 그러한 연관성은 성립되지 않았다.

## 참고 문헌
- Crane. Joseph. A Practical Guide to Traditional Astrology. (ARHAT [Archive for the Retrieval of Historical Astrological Texts], Orleans Massachusetts, 1997).
- Bonatti, Guido. Liber Astronomiae, (Parts I And II.) [tr. Robert Zoller]. Project Hindsight, The Golden Hind Press (Berkeley Springs, WV, 1994.)
- Hand, Robert. Horoscope Symbols. Schiffer Publications (Altgen, PA; March 1987) ISBN 0-914918-16-8.
- Lilly, William. Christian Astrology. (London, 1647.)
- Paulus Alexandrinus, Introductory Matters in Late Classical Astrology: Paulus Alexandrinus and Olympiodorus (with the Scholia of later Latin Commentators). [Translated by Dorian Gieseler Greenbaum.] Archive for the Retrieval of Historical Astrological Texts (ARHAT, 2001.)
- Vettius Valens, The Anthology, Book II, Part I [tr. by Robert Schmidt] Project Hindsight, The Golden Hind Press (Berkeley springs, WV, 1994.)

## 같이 보기
- 출생 점성술
- 하우스
- 모서리의 하우스
- 마침의 하우스
- 파생 하우스